# Potamogeton ochreatus
Potamogeton ochreatus là một loài thực vật có hoa trong họ Potamogetonaceae. Loài này được Raoul miêu tả khoa học đầu tiên năm 1844.